# Калининская наступательная операция
Калининская наступательная операция — наступательная операция войск Калининского фронта во время Великой Отечественной войны, проведённая 5 декабря 1941 – 7 января 1942 года в ходе битвы под Москвой. Началась после окончания Калининской оборонительной операции.

## Военно-оперативная ситуация
В начале декабря в районе Калинина сосредоточили ударную группу Калининского фронта из пяти стрелковых дивизий 31-й армии и трёх стрелковых дивизий 29-й армии. Армии не получили в состав свежих дивизий и вели бои частями, поредевшими в осенних боях за Москву.
Левый фланг 29-й армии И. И. Масленникова (с 12 декабря -В. И. Швецова) наступал с 5 декабря, но прорвать оборону пехоты 9-й немецкой армии не смог. 
Войска 31-й армии В. А. Юшкевича после трёх дней боёв прорвали вражескую оборону, к исходу 9 декабря продвинулись на 15 км и создали угрозу тылу группировки противника в районе Калинина.
Одновременно наступление 30-й армии угрожало выходом в тыл немецкой 9-й армии на калининском направлении. В ночь на 16 декабря командование немецкой 9-й армии приказало отступать от Калинина. Утром 16 декабря войска 31-й и 29-й армий возобновили наступление. Город был взят 16 декабря.
В двадцатых числах декабря в стык 22-й армии и 29-й армии ввели свежую 39-ю армию И. И. Масленникова. К концу декабря войска Калининского фронта в полосе 39-й армии прорвали оборону противника на всю тактическую глубину. 
В ходе боёв 2-7 января 1942 года войска на правом крыле фронта вышли на рубеж Волги, в центре прорвали новую линию обороны противника по правому берегу Волги и охватили Ржев с запада и юго-запада.

## Ход операции
1 декабря Калининский фронт получил приказ – 31-я армия, усиленная стрелковыми дивизиями и полками тяжёлой артиллерии, перегруппировывалась на левое крыло для наступления на Калинин.
4 декабря в 31-ю армию прибыл 57-й понтонно-мостовой батальон с задачей обустроить паромные переправы через Волгу. Однако при температуре около –25° организовать паромную переправу было невозможно. Танки решили переправлять по понтонам двумя трассами: основной – у деревни Оршино и второй – на 200 м выше. Толщина льда составляла 20-25 см. Длина каждой трассы – 350 м.

#### Начало наступления
5 декабря началось большое сражение у Калинина. Задачи: занять Калинин, разгромить калининскую группировку немцев, выйти в тыл частям, действовавшим против Москвы.
Главный удар в центре — через Волгу – наносили 256-я, 119-я 250-я и 5-я стрелковые дивизии, плотность артиллерии составляла всего 45 орудий на 1 км фронта прорыва. В 11.00 перешли в наступление части Масленникова, занимавшие оборону северо-западнее Калинина. В 13.00 началось наступление с северо-востока частей Юшкевича. На атаку немцы ответили ураганным миномётным и пулемётным огнём. 
Через полтора часа после начала наступления группа наших войск, прорвав немецкую оборону, овладела окраиной деревни Старая Константиновка. Соединения Горячева, сосредоточившись на левом берегу Волги, днём форсировали реку, заставили замолчать береговые вражеские орудия и ворвались в деревню Пасынково, совхоз Власьево, перерезав тем самым шоссе Москва—Ленинград восточнее Калинина.
В ожесточенных боях 5 декабря войска 31-й армии прорвали передовую линию обороны, перекрыли шоссе Москва–Клин и продвинулись вперёд на 4-5 км. Они вплотную приблизились к линии Октябрьской железной дороги, освободили 15 населённых пунктов, создав угрозу коммуникациям немецкой 9-й армии.
Чтобы остановить продвижение войск 31-й армии, противник перебросил на это направление две пехотные дивизии. Начались напряжённые кровопролитные бои с переменным успехом. Росли потери личного состава, но несмотря на возросшее сопротивление, 8 декабря 119-я дивизия освободила станцию Чуприяновка.

Танковая переправа через Волгу.

Тем временем, к утру 7 декабря переправы через Волгу были готовы. По ним были переправлены танки 143-го и 159-го танкового батальона, после переправы вступившие в бой за Эммаус.
Задачи частей генерала Масленникова: выбить немцев из деревень на левом берегу Волги от реки Тьмы до Калинина, сломить немецкую оборону на правом берегу Волги и выйти к Старицкому шоссе, которое было главной коммуникацией противника. Это создало бы угрозу полного окружения калининской группировки противника. Чтобы не допустить окружения, немецкое командование направило под Калинин 129-ю и 251-ю пехотные дивизии.
Войска 29-й армии не смогли прорвать оборону врага и освободить Калинин. Тогда командующий фронтом И. С. Конев повернул часть сил 31-й армии — 256-ю, 247-ю стрелковые дивизии и 54-ю кавалерийскую дивизию – на северо-запад, чтобы окружить группировку врага в Калинине и овладеть городом вместе с 29-й армией.
13 декабря 937-й полк штурмом овладел деревней Кольцово, а затем населёнными пунктами Малые и Большие Перемерки, Бобачево, Бычково и к исходу дня 15 декабря вышел на восточную окраину Калинина. Разведкой переднего края противника удалось уточнить, что немцы, прикрываясь группами заграждения, готовятся к поспешному отходу.

#### Освобождение Калинина
14 декабря 31-я армия с юго-востока обошла Калинин, перерезав Волоколамское и Тургиновское шоссе. С выходом войск 31-й армии на Волоколамское шоссе участь калининской группировки противника была решена. У немецких войск оставалась одна дорога Калинин–Старица, куда прорывалась 29-я армия. Кроме того, выход войск 30-й армии на рубеж р. Ламы создавал реальную угрозу тылу немецкой 9-й армии. Немцы стали поспешно отступать из Калинина.
Уже вечером 15 декабря запылали подожжённые врагом Малые Перемерки, вспыхнули пожары во многих местах в Калинине. В ночь на 16 декабря немцы взорвали железнодорожный мост и шоссейные мосты через Волгу.
К 3 утра 16 декабря, преодолевая сопротивление арьергардов противника, части 243-й стрелковой дивизии 29-й армии заняли северную часть города, а к 9.00 вышли к ж/д станции Калинин. К 11.00 с юго-востока в Калинин ворвались правофланговые части 256-й стрелковой дивизии, а с юга к городу подошли части 250-й стрелковой дивизии 31-й армии. К 13.00 город был полностью освобождён от немецких войск.

#### Развитие контрнаступления
Советское контрнаступление происходило в обстановке ожесточённого сопротивления противника, в тяжёлых условиях суровой зимы, при общем недостатке у наших войск вооружения и боевой техники. В Красной Армии не было ещё крупных танковых и механизированных частей. Это не позволяло раздробить оперативное построение противника на большую глубину и быстро завершить окружение и уничтожение его группировок. Наступление носило фронтальный характер. Не везде создавались ударные группировки. Темпы продвижения войск были невысокими.
После освобождения Калинина фронт должен был продолжать энергичное преследование противника на Старицу, выйти на пути отхода калининской группировки, окружить и уничтожить её.
1 января 1942 войска фронта, усиленные 30-й и 39-й армиями, преодолевая упорное сопротивление противника, освободили районный центр Калининской области – Старицу. К 7 января советские войска вышли на подступы к Ржеву и Зубцову и заняли выгодное охватывающее положение с севера по отношению к главным силам немецкой группы армий «Центр».
В ходе операции войска Калининского фронта продвинулись на Торжок и Ржев на 60-70 км, а на Калинин-Ржев на 100-120 км. Немецкая 9-я армия потерпела поражение, но окружить и уничтожить её не удалось. С 7 января 1942 года она удерживала район Ржева, не позволяя продвинуться советским войскам дальше. Только 3 марта 1943 года Ржев был освобождён от немецких войск.

### Боевые действия авиации
Авиация Калининского фронта, ввиду своей малочисленности, поддерживала в основном наступление войск 29-й и 31-й армий, действующих на главном направлении. За 15 дней декабря части и соединения  ВВС фронта произвели 1289 самолёто-вылетов с целью поддержки войск, ведения разведки и атаки отходящих немецких колонн. В результате действий авиации было уничтожено и выведено из строя большое количество техники и живой силы противника. 
Наибольшего напряжения боевые действия авиации достигли под Калининым. на селижаровском и торжокском направлениях. В декабре каждый штурмовик Военно-воздушных сил Калининского фронта произвел в среднем 18 вылетов, истребитель – 31, бомбардировщик – 22 вылета. За этот период было потеряно семь самолетов от огня зенитной артиллерии.